# ادوارد هیوپ
ادوارد هیوپ (انگلیسی: Eduard Hiiop؛ ۱۹ دسامبر ۱۸۸۹ – ۲۴ اوت ۱۹۴۱) اسکیت‌باز نمایشی اهل استونی بود. وی در بازی‌های المپیک زمستانی ۱۹۳۶ شرکت کرده بود.